# 단순 확대
체론에서 단순 확대(單純擴大, 영어: simple extension)는 하나의 원소로 생성되는 체의 확대이다.

## 정의
체의 확대 {\displaystyle L/K}가 주어졌다고 하자. 만약 {\displaystyle L=K(\alpha )}가 되는 {\displaystyle \alpha \in L}이 존재한다면, {\displaystyle L/K}를 단순 확대라고 하고, {\displaystyle \alpha }를 원시 원소(原始元素, 영어: primitive element)라고 한다.
만약 {\displaystyle \alpha }가 {\displaystyle K}-초월 원소라면, {\displaystyle K(\alpha )\cong K(x)}는 {\displaystyle K}의 일변수 유리 함수체와 동형이다. 만약 {\displaystyle \alpha }가 {\displaystyle K}-대수적 원소라면, {\displaystyle K}의 다항식환의 어떤 몫환
{\displaystyle K(\alpha )\cong K[x]/(p(x))}
{\displaystyle [K(\alpha ):K]=\deg p}
과 동형이다. 여기서 {\displaystyle p}는 {\displaystyle \alpha }의 {\displaystyle K}-최소 다항식이다. 이는 기약 다항식이므로, {\displaystyle (p(x))}는 극대 아이디얼이며, {\displaystyle K[x]/(p(x))}는 체를 이룬다.

## 성질
유한 확대의 경우, 단순 확대가 될 필요충분조건은 원시 원소 정리(原始元素定理, 영어: primitive element theorem)에 의하여 주어진다. 원시 원소 정리에 따르면, 임의의 유한 확대 {\displaystyle L/K}에 대하여, 다음 두 조건이 서로 동치이다.
- {\displaystyle L/K}는 단순 확대이다.
- {\displaystyle L/K} 사이에, {\displaystyle K\subseteq M\subseteq L}이 되는 체 {\displaystyle M}의 수는 유한하다.

증명:
{\displaystyle L/K} 사이의 체의 수가 유한하다고 가정하자. 만약 {\displaystyle K}가 유한체라면, {\displaystyle L} 역시 유한체이며, 곱셈군 {\displaystyle L^{\times }=L\setminus \{0\}}은 순환군이다. 임의의 생성원 {\displaystyle \alpha }가 주어졌을 때, {\displaystyle L=K(\alpha )}이다. 이제, {\displaystyle K}가 무한체라고 하자. 그렇다면, 임의의 {\displaystyle \alpha ,\beta \in L}에 대하여,
{\displaystyle K(\alpha +c\beta )=K(\alpha +c'\beta )}
{\displaystyle c\neq c'}
인 {\displaystyle c,c'\in K}가 존재한다.
{\displaystyle \beta =((\alpha +c\beta )-(\alpha +c'\beta ))/(c-c')\in K(\alpha +c\beta )}
{\displaystyle \alpha =(\alpha +c\beta )-c\beta \in K(\alpha +c\beta )}
이므로, {\displaystyle K(\alpha ,\beta )=K(\alpha +c\beta )}이다. 수학적 귀납법에 따라, {\displaystyle L=K(\alpha _{1},\dots ,\alpha _{n})}이라고 하였을 때,
{\displaystyle L=K(\alpha _{1}+c_{2}\alpha _{2}+\cdots +c_{n}\alpha _{n})}
인 {\displaystyle c_{2},\dots ,c_{n}\in K}가 존재한다. 즉, {\displaystyle L/K}는 단순 확대이다.
반대로, {\displaystyle L=K(\alpha )}가 {\displaystyle K}의 단순 확대라고 가정하자. {\displaystyle L/K} 사이의 임의의 체 {\displaystyle K\subseteq M\subseteq L}에 대하여, {\displaystyle p_{M}\in M[x]}가 {\displaystyle \alpha }의 {\displaystyle M}-최소 다항식이라고 하자. 그렇다면, {\displaystyle p_{M}(x)}는 {\displaystyle p_{K}(x)}의 약수이므로, 유한 개밖에 없다. 따라서 {\displaystyle M\mapsto p_{M}}이 단사 함수임을 보이면 충분하다. 임의의 다항식 {\displaystyle p\in K[x]}에 대하여, {\displaystyle S_{p}}가 {\displaystyle p(x)}의 계수들의 집합이라고 하자. 그렇다면, {\displaystyle p\in K(S_{p})[x]}이다. 임의의 체 {\displaystyle K\subseteq M\subseteq L}에 대하여, {\displaystyle p_{M}(x)}는 {\displaystyle M}-기약 다항식이며, {\displaystyle K(S)\subseteq M}이므로, {\displaystyle p_{M}(x)}는 {\displaystyle K(S_{p_{M}})}-기약 다항식이다. 즉, {\displaystyle p_{M}}은 {\displaystyle \alpha }의 {\displaystyle K(S_{p_{M}})}-최소 다항식이기도 하다. 따라서,
{\displaystyle [L:K(S_{p_{M}})]=[K(S_{p_{M}})(\alpha ):K(S_{p_{M}})]=\deg p_{M}=[M(\alpha ):M]=[L:M]}
{\displaystyle [K(S_{p_{M}}):K]=[L:K]/[L:K(S_{p_{M}})]=[L:K]/[L:M]=[M:K]}
이다. {\displaystyle M/K}는 유한 확대이며, {\displaystyle K(S_{p_{M}})\subseteq M}이므로, {\displaystyle M=K(S_{p_{M}})}이다. 만약 {\displaystyle K\subseteq M,M'\subseteq L}이며 {\displaystyle p_{M}=p_{M'}}이라면, {\displaystyle M=K(S_{p_{M}})=K(S_{p_{M'}})=M'}이다. 즉, {\displaystyle M\mapsto p_{M}}은 단사 함수가 맞다.
또한, 만약 {\displaystyle L/K}가 유한 분해 가능 확대라면, {\displaystyle L/K}는 항상 단순 확대이다. 조금 더 일반적으로, 만약 {\displaystyle L/K}가 유한 분해 가능 확대이며, {\displaystyle M/L}이 대수적 단순 확대라면, {\displaystyle M/K}는 단순 확대이다.
증명 (갈루아 이론을 통한 증명):
유한 분해 가능 확대가 단순 확대라는 사실은 원시 원소 정리와 갈루아 이론을 사용하여 다음과 같이 증명할 수 있다. 원시 원소 정리에 따라, {\displaystyle L/K} 사이의 체의 수가 유한함을 보이면 충분하다. {\displaystyle M/L}이 {\displaystyle L/K}의 정규 폐포라고 하자. 그렇다면, {\displaystyle M/K}는 유한 갈루아 확대를 이룬다. {\displaystyle L/K} 사이의 체들은 {\displaystyle M/K} 사이의 체들이며, {\displaystyle M/K} 사이의 체들은 갈루아 군 {\displaystyle \operatorname {Gal} (M/K)}의 부분군과 일대일 대응하며,
{\displaystyle |{\operatorname {Gal} (M/K)}|=[M:K]<\aleph _{0}}
이므로, {\displaystyle L/K} 사이의 체들의 수는 유한하다.
증명 (직접적 증명):
유한 분해 가능 확대의 대수적 단순 확대가 단순 확대라는 사실은 다음과 같이 증명할 수 있다. 만약 {\displaystyle K}가 유한체라면, {\displaystyle M} 역시 유한체이며, 곱셈군 {\displaystyle M^{\times }}은 순환군이다. 순환군 {\displaystyle M^{\times }}의 임의의 생성원은 원시 원소이다.
이제, {\displaystyle K}가 무한체라고 가정하자. 수학적 귀납법에 따라, 임의의 체 {\displaystyle K} 및 분해 가능 확대 {\displaystyle K(\alpha )/K} 및 대수적 확대 {\displaystyle K(\alpha ,\beta )/K(\alpha )}에 대하여, {\displaystyle K(\alpha ,\beta )/K}의 원시 원소를 찾으면 충분하다. 이를 위해, {\displaystyle \gamma =c\alpha +\beta }가 원시 원소가 아닌 {\displaystyle c\in K}의 수가 유한함을 보이면 충분하다.
{\displaystyle c\in K}
{\displaystyle \gamma =c\alpha +\beta }
{\displaystyle K(\gamma )\subsetneq K(\alpha ,\beta )}
라고 하자. 그렇다면 {\displaystyle \alpha \not \in K(\gamma )}이다. (만약 {\displaystyle \alpha \in K(\gamma )}라면, {\displaystyle \beta =\gamma -c\alpha \in K(\gamma )}이므로 {\displaystyle K(\gamma )=K(\alpha ,\beta )}이다.) 이제, {\displaystyle p,q\in K[x]}가 {\displaystyle \alpha ,\beta }의 최소 다항식이라고 하자. 그렇다면, {\displaystyle K(\alpha )/K}가 분해 가능 확대이므로 {\displaystyle p(x)}는 중근을 갖지 않는다. 또한, {\displaystyle \alpha }는 두 다항식
{\displaystyle p(x),q(\gamma -cx)\in K(\gamma )[x]}
의 공통의 근이다. 만약 {\displaystyle \alpha }가 유일한 공통의 근이라면, 두 다항식의 최대 공약수는 {\displaystyle x-\alpha }이다. 유클리드 호제법에 따라,
{\displaystyle x-\alpha =u(x)p(x)+v(x)q(\gamma -cx)}
인 {\displaystyle u,v\in K(\gamma )[x]}이 존재하며, 특히 {\displaystyle \alpha \in K(\gamma )}이다. 이는 모순이다. 즉,
{\displaystyle p(\alpha ')=0}
{\displaystyle q(\gamma -c\alpha ')=0}
인 {\displaystyle \alpha '\neq \alpha }가 (어떤 대수적 폐포 {\displaystyle {\bar {K}}} 속에) 존재한다.
{\displaystyle \gamma -c\alpha '=\beta '}
라고 하자. 그렇다면
{\displaystyle c=(\beta '-\beta )/(\alpha -\alpha ')}
이며, {\displaystyle \alpha '}은 {\displaystyle p}의 근이며, {\displaystyle \beta '}은 {\displaystyle q}의 근이다. {\displaystyle p}와 {\displaystyle q}의 근의 수는 유한하므로, 가정을 만족시키는 {\displaystyle c}의 수 역시 유한하다.

## 예

### 단순 유한 확대
{\displaystyle \mathbb {C} /\mathbb {R} }는 단순 확대이며, 원시 원소는 {\displaystyle i={\sqrt {-1}}}이다. 이차 수체 {\displaystyle \mathbb {Q} ({\sqrt {d}})/\mathbb {Q} } 역시 단순 확대이며, 그 원시 원소는 {\displaystyle {\sqrt {d}}}이다.
{\displaystyle \mathbb {Q} ({\sqrt {2}},{\sqrt {3}})/\mathbb {Q} }를 생각하자. 이는, 차수가 4인 유한 확대이며, 또한 표수가 0이므로 분해 가능 확대이다. 따라서, 원시 원소 정리에 따라서 이는 단순 확대이다.
구체적으로, {\displaystyle \alpha ={\sqrt {2}}+{\sqrt {3}}}으로 적자. 그렇다면 {\displaystyle \{1,\alpha ,\alpha ^{2},\alpha ^{3}\}}은 {\displaystyle \mathbb {Q} } 위에서 선형 독립이며, 이를 {\displaystyle \{1,{\sqrt {2}},{\sqrt {3}},{\sqrt {6}}\}} 기저로 전개할 수 있다. 따라서 {\displaystyle \alpha }는 원시 원소이다.

### 단순 무한 확대
체 {\displaystyle K}의 유리 함수체 {\displaystyle K(x)}는 단순 확대이지만, 무한 확대이다.

### 단순하지 않은 유한 확대
{\displaystyle \mathbb {F} _{p}(x,y)}의 확대
{\displaystyle \mathbb {F} _{p}(x,y)[X,Y]/(X^{p}-x,Y^{p}-y)}
를 생각하자. 이는 차수 {\displaystyle p^{2}}의 유한 확대이다.
임의의 {\displaystyle a\in \mathbb {F} _{p}(x,y)[X,Y]/(X^{p}-x,Y^{p}-y)}에 대하여, {\displaystyle a^{p}\in \mathbb {F} _{p}(x,y)}이므로, 하나의 원소로 생성되는 확대의 차수는 항상 {\displaystyle p} 이하이다. 따라서, 이는 단순 확대가 될 수 없다.